# سید باقر حری
سید باقر حری (۱۹۰۵م/۱۲۸۴ش/۱۳۲۴ق، زنجان - ۱۳۸۷ق، زنجان) متخلص به اقبالی از شاعران مرثیه‌سرای زنجان است. برخی از اشعار وی در مجموعه‌ای به نام غم‌نامه چاپ شده‌است. او پدر سید عزت‌الله حری است که از مداحین اهل بیت و مرثیه‌سرایان زنجان بود.